# Pedro de Dueñas
Pedro de Dueñas (Bujalance, provincia de Córdoba, ca. 1377-Granada, 19 de mayo de 1397) fue un fraile franciscano, muerto martirizado en Granada mientras predicaba con su compañero Juan de Cetina. Es venerado como  beato por la Iglesia católica.

## Biografía
Pedro de Dueñas nació Bujalance, hijo de Alonso de Dueñas e Isabel Sebastián. Como su padre, Pedro era campesino, hasta que hacia los dieciocho años decidió hacer vida religiosa e ingresó en el convento de la Orden de los Frailes Menores de San Francisco del Monte, en las cercanías de Córdoba. Ingresó como lego, destacando por su humildad.
Estando en el convento conoció al fraile Juan de Cetina, que había ido al convento con la intención de ir a predicar el cristianismo entre los musulmanes del Reino de Granada. Pedro quiso acompañarlo. A pesar de que la comunidad no quería que fuese, por ser demasiado joven e inexperto, acabó dándole permiso para acompañar a Juan de Cetina. 

### Misión en Granada y muerte
El 28 de enero de 1397 llegan a Granada y comienzan a predicar. El cadí de la ciudad los hace detener y trata de disuadirlos, ya que, a pesar de que la práctica del cristianismo era tolerada, sólo lo estaba a título privado y estaba prohibida la predicación y el proselitismo. Continuaron predicando y fueron apresados y condenados a trabajos forzados en el campo, donde cayeron enfermos. Cuando el rey nazarí volvió a la ciudad, los frailes  fueron llevados a presencia suya en la Alhambra, donde mando que los torturaran. El 19 de mayo de 1397, aconsejado por sus súbditos, el rey mandó degollar a Juan de Cetina, pensando que el fraile más joven, sin su apoyo, renunciaría a su fe. Pedro, sin embargo, prefirió el martirio y fue muerto.

## Veneración
Los restos mortales de los frailes fueron recogidos por los cristianos; unos mercaderes catalanes llevaron parte de sus despojos a la Catedral de Vich, otros restos fueron enviados a Sevilla y Córdoba. 
Clemente XII aprobó su culto el  29 de agosto de 1731.